# Un home per a l'eternitat
Un home per a l'eternitat (títol original en anglès A Man for All Seasons) és una pel·lícula britànica dirigida l'any 1966 per Fred Zinnemann. Narra els últims anys de la vida de Thomas More (Londres, 1478-1535), home de lleis, estadista, escriptor, humanista, traductor i filòsof, pare, amb Maquiavel i d'altres, del pensament polític modern gràcies al seu llibre Utopia.
La pel·lícula va guanyar 6 Oscar. Està basada en una obra de teatre de Robert Bolt, guionista també de la pel·lícula. Es va representar amb èxit durant anys a Londres. De fet, l'actor principal, Paul Scofield, un veterà actor teatral, representava Thomas More també sobre l'escenari. La primera versió d'aquesta obra va ser escrita per Bold el 1954 per a la BBC Radio. Adaptada per a l'escena, es va estrenar a Londres en el Globe Theatre (avui Gielgud Theatre) l'1 de juliol de 1960. A Broadway, l'estrena va tenir lloc el 22 de novembre de 1961, a l'ANTA Playhouse. Paul Scofield, que ja havia representat el paper protagonista en el West End londinenc, també va actuar a Broadway l'any 1962, guanyant un premi Tony.
Ha estat doblada al català.

## Argument[2]
A la pel·lícula es veu Thomas More, negant-se a reconèixer malgrat la seva fidelitat al rei Enric VIII d'Anglaterra, la nul·litat del seu matrimoni amb Caterina d'Aragó (el qual només li havia donat una filla sana) perquè aquest pogués casar-se amb Anna Bolena, fet que acaba provocant la ruptura entre l'Església de Roma i l'Església d'Anglaterra el 1534.
Mostra la croada de More per tenir uns forts principis morals i religiosos que li impedien deixar de reconèixer a l'església i al papa de Roma; i alhora sentir fidelitat cap a la corona i a la seva pàtria, cedir als xantatges que li venien per part d'Enric VIII, rei que feia la llei a la seva mesura i que estava tan disposat a executar als que considerava traïdors, com summament dolgut que el seu principal pensador li portés la contra.
Malgrat ser el conseller més valuós reial, ha de renunciar als seus càrrecs públics (va ser canceller), després és acusat d'alta traïció en no reconèixer al seu rei com a màxima autoritat de l'església per una llei escrita "a gratcient" perquè així ho fes, després va ser empresonat a la Torre de Londres, jutjat i condemnat a mort.

## Repartiment
- Paul Scofield: Thomas More
- Wendy Hiller: Alice More
- Leo McKern: Thomas Cromwell
- Robert Shaw: Enric VIII d'Anglaterra
- Orson Welles: Cardenal Wolsey
- Susannah York: Margaret More
- Nigel Davenport: el duc de Norfolk
- John Hurt: Richard Rich
- Corin Redgrave: William Roper (el jove)
- Colin Blakely: Matthew
- Cyril Luckham: Arquebisbe Cranmer
- Jack Gwillim: Cap de la justícia
- Vanessa Redgrave: Anna Bolena

## Premis
- 1967: Oscar a la millor pel·lícula
- 1967: Oscar al millor director per Fred Zinnemann
- 1967: Oscar al millor actor per Paul Scofield
- 1967: Oscar al millor guió adaptat per Robert Bolt
- 1967: Oscar a la millor fotografia per Ted Moore
- 1967: Oscar al millor vestuari per Elizabeth Haffenden i Joan Bridge
- 1967: Globus d'Or a la millor pel·lícula dramàtica
- 1967: Globus d'Or al millor director per Fred Zinnemann
- 1967: Globus d'Or al millor actor dramàtic per Paul Scofield
- 1967: Globus d'Or al millor guió per Robert Bolt
- 1968: BAFTA a la millor pel·lícula
- 1968: BAFTA a la millor pel·lícula britànica
- 1968: BAFTA al millor actor britànic per Paul Scofield
- 1967: BAFTA al millor guió britànic per Robert Bolt
- 1968: BAFTA a la millor fotografia per Ted Moore
- 1968: BAFTA a la millor direcció artística per John Box
- 1967: BAFTA al millor vestuari per Elizabeth Haffenden i Joan Bridge

## Nominacions
- 1967: Oscar al millor actor secundari per Robert Shaw
- 1967: Oscar a la millor actriu secundària per Wendy Hiller
- 1967: Globus d'Or al millor actor secundari per Robert Shaw